# Castillon-en-Couserans
Castillon-en-Couserans é uma comuna francesa na região administrativa de Occitânia, no departamento de Ariège.